# Dance, Dance, Dance
Pour la chanson de Chic, voir Dance, Dance, Dance (Yowsah, Yowsah, Yowsah).
Pistes de The Beach Boys Today!
Help Me, Ronda
(5) Please Let Me Wonder
(7)
Dance, Dance, Dance est une chanson des Beach Boys écrite par Brian Wilson, Carl Wilson et Mike Love. Elle est sortie en 1964 sur le simple "Dance, Dance, Dance/The Warmth of the Sun", puis en 1965 sur l'album The Beach Boys Today!.